# American foxhound
American foxhound är en hundras från USA, vilken används som jakthund och som i Sverige räknas som en stövare.

## Historia
Den har sitt ursprung i engelska foxhounds samt irländska och franska drivande hundar för jakt i koppel (pack) som importerades till New England med immigranter mellan 1600-talet och 1800-talet. Även viss inblandning av tyska viltspårhundar har skett. American foxhound finns i flera olika varianter eller blodslinjer. Det finns mellan sju och åtta olika stamböcker i USA.

## Egenskaper
Till en början användes de för jakt på gråräv. Men eftersom dessa egentligen var för långsamma för engelsk rävjakt importerades rödräv som inte fanns naturligt i östra USA. American foxhound måste tränas för att inte driva hjort, hare eller tvättbjörn som skulle vara lätta byten. Numer används american foxhound alltmer för singeljakt. Den amerikanska foxhounden är delstaten Virginias nationalhund.

## Utseende
Den amerikanska foxhounden är högre och smäckrare än den engelska, med ett långsmalt huvud med väldigt lite markerat stop. Öronen är mindre runda och mer hängande än hos den engelska släktingen. Ögonen skall enligt rasstandarden vara bedjande. American foxhound får varken likna blodhund eller engelsk foxhound.